# Discografia di Sophie Ellis-Bextor
Questa è la discografia di Sophie Ellis-Bextor, cantante pop britannica. Dal 2000 ha realizzato quattro album di inediti, dieci singoli, undici video musicali e un DVD, tutti pubblicati dall'etichetta discografica Polydor Records e dalla sottoetichetta Fascination Records.
La cantante ha debuttato nel 1997 con il gruppo musicale indie theaudience, che entrarono nella top25 della classifica britannica con il singolo I Know Enough (I Don't Get Enough).
Il suo album di debutto da solista, Read My Lips, è stato pubblicato nel settembre del 2001, ha venduto mondialmente circa 1 milione e mezzo di copie ed è stato premiato come "Miglio album dance" nel 2003. Da quest'album sono stati estratti tre singoli che sono riusciti a entrare tra le prime cinque posizioni della classifica del Regno Unito.
Il suo secondo album, Shoot from the Hip, è stato pubblicato nell'ottobre del 2003. Dall'album, che è stato considerato un flop commerciale, sono stati tuttavia estratti due singoli entrati tra le prime dieci posizioni della classifica in Regno Unito. Il terzo album, Trip the Light Fantastic, è stato invece pubblicato nel maggio del 2007 e ha avuto un discreto successo. Il quarto disco, Make a Scene è uscito quattro anni dopo ed è stato pubblicato inizialmente soltanto in Russia nell'aprile 2011.

## Album in studio
| Anno | Titolo                   | Classifiche | Classifiche | Classifiche | Classifiche   | Classifiche | Classifiche | Classifiche | Classifiche | Classifiche | Classifiche | Classifiche       | Classifiche | Classifiche |
| Anno | Titolo                   | Regno Unito | Norvegia    | Australia   | Nuova Zelanda | Paesi Bassi | Austria     | Finlandia   | Svizzera    | Francia     | Danimarca   | Belgio (Vallonia) | Svezia      | Messico     |
| ---- | ------------------------ | ----------- | ----------- | ----------- | ------------- | ----------- | ----------- | ----------- | ----------- | ----------- | ----------- | ----------------- | ----------- | ----------- |
| 2001 | Read My Lips             | 2           | 7           | 9           | 9             | 10          | 18          | 18          | 26          | 33          | 35          | 40                | 53          | -           |
| 2003 | Shoot from the Hip       | 19          | -           | -           | 99            | -           | -           | -           | 35          | 39          | -           | -                 | -           | -           |
| 2007 | Trip the Light Fantastic | 7           | -           | -           | -             | -           | -           | -           | 28          | 81          | -           | -                 | -           | 85          |
| 2011 | Make a Scene             | 33          | -           | -           | -             | -           | -           | -           | -           | -           | -           | -                 | -           | -           |
| 2014 | Wanderlust               | 4           | -           | -           | -             | -           | -           | -           | -           | -           | -           | -                 | -           | -           |

## Extended play
| Anno | Titolo |
| ---- | --- |
| 2009 | iTunes Live: London Festival '09 - Pubblicato: 3 agosto 2009 - Etichetta: Fascination - Formati: Download digitale |

## Singoli
| Anno | Titolo                                                         | Classifiche | Classifiche | Classifiche | Classifiche | Classifiche | Classifiche | Classifiche | Classifiche | Classifiche | Classifiche    | Classifiche | Classifiche | Classifiche | Classifiche   | Album                    |
| Anno | Titolo                                                         | UK          | NZE         | IRL         | DAN         | AUS         | FRA         | ITA         | SWI         | NLD         | BEL (Vallonia) | SWE         | AUT         | FIN         | BEL (Fiandre) | Album                    |
| ---- | -------------------------------------------------------------- | ----------- | ----------- | ----------- | ----------- | ----------- | ----------- | ----------- | ----------- | ----------- | -------------- | ----------- | ----------- | ----------- | ------------- | ------------------------ |
| 2000 | Groovejet (If This Ain't Love) (con Spiller)                   | 1           | 1           | 1           | -           | 1           | 17          | 9           | 5           | 13          | 13             | 28          | 16          | 6           | 15            |                          |
| 2001 | Take Me Home                                                   | 2           | 18          | 6           | -           | -           | -           | -           | 79          | -           | -              | -           | -           | -           | -             | Read My Lips             |
| 2001 | Murder on the Dancefloor                                       | 2           | 2           | 2           | 3           | 3           | 5           | 5           | 7           | 7           | 7              | 8           | 10          | 15          | 18            | Read My Lips             |
| 2002 | Get Over You/Move This Mountain                                | 3           | 3           | 11          | 5           | 4           | 23          | 26          | 36          | 15          | 13             | 27          | 35          | 16          | 3             | Read My Lips             |
| 2002 | Music Gets the Best of Me                                      | 14          | 25          | 25          | -           | 28          | -           | 44          | 53          | 76          | 4              | -           | -           | -           | 4             | Read My Lips             |
| 2003 | Mixed Up World                                                 | 7           | -           | 26          | 3           | 32          | -           | -           | 45          | 76          | 9              | -           | 44          | -           | 8             | Shoot from the Hip       |
| 2003 | I Won't Change You                                             | 9           | -           | -           | -           | -           | -           | -           | -           | -           | 9              | -           | -           | -           | 11            | Shoot from the Hip       |
| 2005 | Circles (Just My Good Time) (con i Busface)                    | -           | -           | -           | -           | -           | -           | -           | -           | -           | -              | -           | -           | -           | -             |                          |
| 2007 | Catch You                                                      | 8           | -           | 29          | -           | 44          | -           | 14          | 92          | 84          | -              | -           | -           | -           | 7             | Trip the Light Fantastic |
| 2007 | Me and My Imagination                                          | 23          | -           | -           | -           | -           | -           | -           | -           | -           | -              | -           | -           | -           | 9             | Trip the Light Fantastic |
| 2007 | Today the Sun's on Us                                          | 64          | -           | -           | -           | -           | -           | -           | -           | -           | -              | -           | -           | -           | -             | Trip the Light Fantastic |
| 2007 | If I Can't Dance                                               | -           | -           | -           | -           | -           | -           | -           | -           | -           | -              | -           | -           | -           | -             | Trip the Light Fantastic |
| 2009 | Heartbreak (Make Me a Dancer) (con i Freemasons)               | 13          | -           | -           | -           | -           | -           | -           | -           | 85          | 4              | -           | -           | 19          | 33            | Make a Scene             |
| 2010 | Can't Fight This Feeling (con Junior Caldera)                  | -           | -           | -           | -           | -           | 13          | -           | -           | -           | -              | -           | -           | -           | -             | Make a Scene             |
| 2010 | Bittersweet                                                    | 25          | -           | -           | -           | -           | -           | -           | -           | -           | -              | -           | -           | -           | -             | Make a Scene             |
| 2010 | Not Giving Up on Love (feat. Armin van Buuren)                 | 25          | -           | -           | -           | -           | -           | -           | -           | -           | 8              | -           | -           | -           | 26            | Make a Scene             |
| 2011 | Off & On                                                       | -           | -           | -           | -           | -           | -           | -           | -           | -           | -              | -           | -           | -           | -             | Make a Scene             |
| 2011 | Starlight                                                      | -           | -           | -           | -           | -           | -           | -           | -           | -           | -              | -           | -           | -           | -             | Make a Scene             |
| 2011 | Leave Me Out of It (The Feeling featuring Sophie Ellis-Bextor) | -           | -           | -           | -           | -           | -           | -           | -           | -           | -              | -           | -           | -           | -             |                          |
| 2011 | F*** with You (Bob Sinclar featuring Sophie Ellis-Bextor)      | -           | -           | -           | -           | -           | -           | -           | -           | -           | -              | -           | -           | -           | -             |                          |
| 2012 | Beautiful (Mathieu Bouthier feat. Sophie Ellis-Bextor)         | -           | -           | -           | -           | -           | -           | -           | -           | -           | -              | -           | -           | -           | -             |                          |

## Altre canzoni
- 2002 - One Way or Another (inclusa in The Guru Soundtrack)
- 2004 - Want You More (Suzie Gold Soundtrack)
- 2006 - Dear Jimmy (Popjustice: 100% Solid Pop Music)
- 2008 - Love Is the Law (Pubblicata sul sito ufficiale)

## Album video
- 2003 - Watch My Lips